# Svampens dag
Svampens dag är ett arrangemang som sedan 2008 genomförs årligen i Danmark, Norge och Sverige. Svampens dag infaller den första söndagen i september och syftet med dagen är att öka intresset för och kunskapen om svampar, med särskilt fokus på matsvampar. De typer av aktiviteter som brukar ordnas under dagen är till exempel guidade svampexkursioner och svamputställningar och möjlighet att få hjälp med artbestämning av svampar.
I Sverige står Sveriges Mykologiska Förening för dagen i samarbete med bland annat Naturskyddsföreningen.
I Norge är det Norges sopp- og nyttevekstforbund (NSNF) som står för arrangemanget.
I Danmark medverkar Foreningen til Svampekundskabens Fremme (Svampeforeningen).

## Liknande arrangemang
I Finland infaller den finländska naturens dag och nationella svampdagen den sista lördagen i augusti.